# Campeonato Cearense Serie C 2019
El Campeonato Cearense Serie C 2019 fue la 16.ª edición del torneo, organizado por la Federação Cearense de Futebol. El torneo comenzó el 25 de septiembre y terminó el 15 de noviembre. La competencia otorgó dos plazas a la Segunda División de 2020. En total, seis equipos participaron en esa edición.

## Participantes
| Equipos participantes | Equipos participantes | Equipos participantes |
| --------------------- | --------------------- | --------------------- |
| Pacatuba              | Verdes Mares          | Arsenal de Caridade   |
| Itapipoca             | Tianguá               | Nova Russas           |

## Primera fase

### Grupo A
| Equipo              | Pts | PJ | PG | PE | PP | GF | GC | Dif |
| ------------------- | --- | -- | -- | -- | -- | -- | -- | --- |
| Verdes Mares        | 10  | 4  | 3  | 1  | 0  | 11 | 2  | +9  |
| Pacatuba            | 7   | 4  | 2  | 1  | 1  | 5  | 3  | +2  |
| Arsenal de Caridade | 0   | 4  | 0  | 0  | 4  | 3  | 14 | -11 |

| Fecha            | Hora  | Partido      | Partido | Partido      |
| ---------------- | ----- | ------------ | ------- | ------------ |
| 25 de septiembre | 15:30 | Pacatuba     | 2-0     | Arsenal      |
| 29 de septiembre | 15:30 | Verdes Mares | 0-0     | Pacatuba     |
| 6 de octubre     | 15:30 | Arsenal      | 1-2     | Verdes Mares |
| 13 de octubre    | 15:30 | Arsenal      | 1-3     | Pacatuba     |
| 18 de octubre    | 15:30 | Pacatuba     | 0-2     | Verdes Mares |
| 28 de octubre    | 15:30 | Verdes Mares | 7-1     | Arsenal      |

### Grupo B
| Equipo      | Pts | PJ | PG | PE | PP | GF | GC | Dif |
| ----------- | --- | -- | -- | -- | -- | -- | -- | --- |
| Nova Russas | 10  | 4  | 3  | 1  | 0  | 5  | 2  | +3  |
| Itapipoca   | 6   | 4  | 2  | 0  | 2  | 4  | 3  | +1  |
| Tianguá     | 1   | 4  | 0  | 1  | 3  | 1  | 5  | -4  |

| Fecha            | Hora  | Partido     | Partido | Partido     |
| ---------------- | ----- | ----------- | ------- | ----------- |
| 29 de septiembre | 15:30 | Itapipoca   | 1-2     | Nova Russas |
| 2 de octubre     | 15:30 | Nova Russas | 1-0     | Tianguá     |
| 5 de octubre     | 15:30 | Tianguá     | 0-1     | Itapipoca   |
| 13 de octubre    | 15:30 | Tianguá     | 1-1     | Nova Russas |
| 20 de octubre    | 16:00 | Nova Russas | 1-0     | Itapipoca   |
| 26 de octubre    | 15:30 | Itapipoca   | 2-0     | Tianguá     |

## Fase final

### Semifinales
| Fecha          | Hora  | Partido      | Partido | Partido      |
| -------------- | ----- | ------------ | ------- | ------------ |
| 3 de noviembre | 15:30 | Itapipoca    | 1-0     | Verdes Mares |
| 3 de noviembre | 15:30 | Pacatuba     | 1-2     | Nova Russas  |
| 9 de noviembre | 15:30 | Verdes Mares | 0-3     | Itapipoca    |
| 9 de noviembre | 15:30 | Nova Russas  | 1-3     | Pacatuba     |

### Final
| Fecha           | Hora  | Partido   | Partido | Partido  |
| --------------- | ----- | --------- | ------- | -------- |
| 15 de noviembre | 15:30 | Itapipoca | 0-1     | Pacatuba |

## Goleadores[2]
| Jugador          | Equipo       | Goles |
| ---------------- | ------------ | ----- |
| Da Silva         | Pacatuba     | 3     |
| Elenilson        | Pacatuba     | 3     |
| Hamilton         | Verdes Mares | 3     |
| Laisson Izidorio | Arsenal      | 2     |
| Dio              | Itapipoca    | 2     |
| Fabiano          | Nova Russas  | 2     |
| Guilherme        | Nova Russas  | 2     |
| Indio            | Nova Russas  | 2     |
| Joelson          | Pacatuba     | 2     |
| Bolota           | Verdes Mares | 2     |
| Nilsinho         | Verdes Mares | 2     |